# Батарейка AAAA
Батарейка AAAA (звичайно читається як чотири A) — гальванічний елемент, має 42,5 мм в довжину та 8,3 мм у діаметрі. Лужний елемент важить близько 6,5 г та продукує 1,5 V. Ця батарейка також позначається як LR8D425 (МЕК)

та 25A (ANSI/NEDA). Також ця батарейка відома під її номером типу Duracell, як MN2500 або MX2500 та номером типу Energizer, як E96.
|                    | Вугільно-цинкова | Лужна       | NiCd    | NiMH        | Li-Ion      |
| ------------------ | ---------------- | ----------- | ------- | ----------- | ----------- |
| Назва IEC          | R8D425           | LR8D425     | KR8D425 | HR8D425     |             |
| Назва ANSI/NEDA    | 25D              | 25A         |         |             |             |
| Звичайна ємність   | 300 mAh          | 500–600 mAh |         | 325–500 mAh | 160–170 mAh |
| Номінальна напруга | 1.50 V           | 1.50 V      | 1.25 V  | 1.25 V      | 3.7 V       |

## Використання

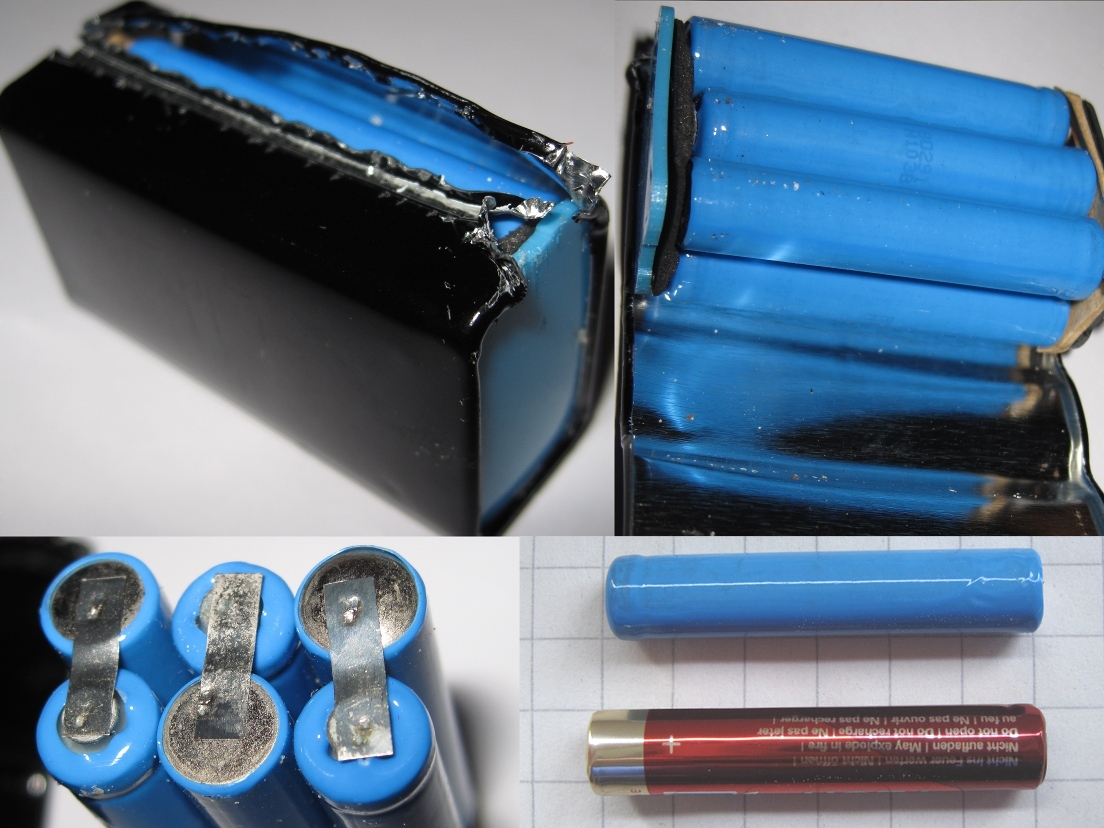
Фотоколаж, на якому зображено відкриття 9-вольтової батарейки, щоб дістати шість елементів LR61, що подібні до елементів AAAA.

Батарейки цього розміру найчастіше використовуються у маленьких пристроях, як-от лазерні указки, LED-ліхтарики у вигляді авторучки, комп'ютерні стилуси з живленням, глюкометри, та мініатюрні звукові підсилювачі. Ці батарейки не такі популярні, як батарейки типів AAA чи AA, а, отже, й не настільки доступні.
Деякі моделі лужних батарейок «Крона» можуть всередині складатися зі зв'язки з шести елементів типу LR61, поєднаних припаяними смужками. Такі елементи дещо схожі з елементами AAAA та можуть бути використані замість них у деяких пристроях, хоча й коротші за них на 3,5 мм. Ці елементи часто ніяк не марковані, тож варто приділити особливу увагу полярності.

## Див. також

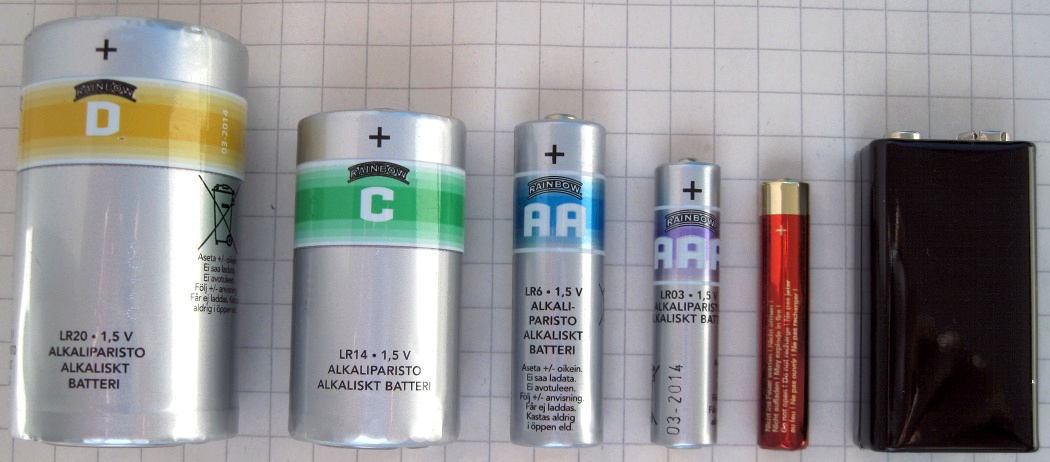
Батарейки типів D, C, AA, AAA, AAAA та «Крона»